# Carex nervina
Carex nervina är en halvgräsart som beskrevs av Liberty Hyde Bailey. Carex nervina ingår i släktet starrar, och familjen halvgräs. Inga underarter finns listade i Catalogue of Life.